# سالوادور کابنس
سالوادور کابنس (اسپانیایی: Salvador Cabañas‎؛ زادهٔ ۵ اوت ۱۹۸۰) یک بازیکن فوتبال اهل پاراگوئه است.

## تیم ملی
وی همچنین در تیم ملی فوتبال پاراگوئه بازی کرده است.